# ملدریک دالوز

ملدریک دالوز (انگلیسی: Meldric Daluz; ۱ فوریهٔ ۱۹۲۱ – ۲ اوت ۲۰۱۱) بازیکن هاکی روی چمن اهل هند بود.
وی به‌همراه تیم ملی هاکی روی چمن مردان هند به قهرمانی بازی‌های المپیک تابستانی ۱۹۵۲ دست پیدا کرده‌است.